# Deniz Kılıçlı
Deniz Kılıçlı (Samsun, 23 de octubre de 1990) es un baloncestista turco que pertenece a la plantilla del Mersin MSK de la BSL turca. Con 2,05 metros de estatura, juega en la posición de ala-pívot.

## Trayectoria deportiva

### Primeros años
Comenzó a jugar en las categorías inferiores del Anadolu Efes S.K., debutando con el Pertevniyal Spor Kulübü, su equipo filial en la TB2L en la temporada 2007-2008, en la que disputó 22 partidos, promediando 7,3 puntos y 3,3 rebotes.

### Universidad
Jugó cuatro temporadas con los Mountaineers de la Universidad de Virginia Occidental, en las que promedió 8,0 puntos, 4,1 rebotes y 1,0 asistencias por partido. Se perdió los 20 primeros partidos de su primera temporada debido a una sanción de la NCAA por haber competido en su país en un equipo profesional antes de llegar a la universidad.

### Profesional
Tras no ser elegido en el Draft de la NBA de 2013, regresó a su país, a su equipo, el Anadolu Efes S.K., donde jugó dos temporadas en las cuales tuvo poco protagonismo, promediando en la primera de ellas 3,6 puntos y 1,9 rebotes por partido, y al año siguiente 2,7 puntos y 1,2 rebotes.
En 2015 fichó por el Istanbul B.B., donde en su primera temporada promedió 7,2 puntos y 2,1 rebotes por partido.
El 6 de julio de 2022 firma por el Pınar Karşıyaka de la Basketbol Süper Ligi.
El 14 de julio de 2024 fichó por el Ankaragücü Basketbol de la Türkiye Basketbol Ligi (TBL), la segunda división turca. Pero el 22 de noviembre regresó a la máxima categoría al fichar por el Mersin MSK.

### Selección nacional
Ha sido un habitual en las categorías inferiores de la selección turca, ganando la medalla de oro en los Juegos Mediterráneos de 2013 disputados en su país.